# Albert Schweitzer
Albert Schweitzer (/'albɛʀt 'ʃvaɪ̯tsɐ/; Kaysersberg, 14 gennaio 1875 – Lambaréné, 4 settembre 1965) è stato un medico e filantropo, musicista e musicologo, teologo, filosofo, biblista, pastore e missionario luterano franco-tedesco nato in Alsazia.

## Biografia

### La giovinezza

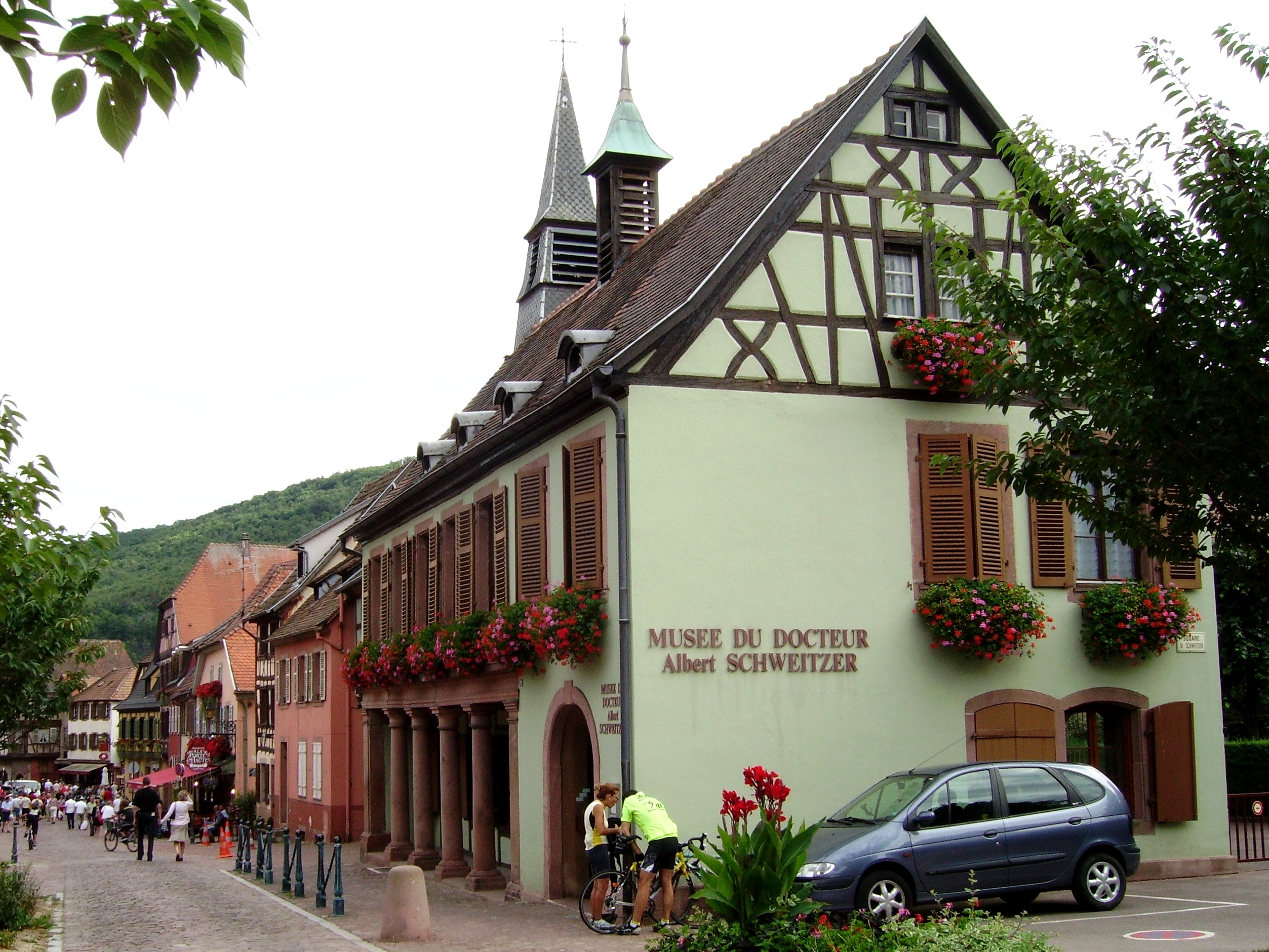
Kaysersberg, museo A. Schweitzer

Albert Schweitzer nacque a Kaysersberg, in quella zona dell'Alsazia meridionale appartenente al dipartimento dell'Alto Reno (territorio francese prima del 1871 e dopo il 1919), il 14 gennaio 1875. Suo padre, Ludwig Schweitzer, era un pastore luterano a Gunsbach, un piccolo villaggio alsaziano in cui crebbe il giovane Albert. Sua cugina era Anne-Marie Schweitzer, futura madre di Jean-Paul Sartre. Particolarità della chiesa dove predicava il padre era che si trattava del luogo di culto comune a due paesi – Gunsbach e Griesbach-au-Val – e a due confessioni religiose, cattolica e protestante. Ancora oggi le celebrazioni si suddividono fra riti in francese, riti in tedesco e riti bilingui. A questo proposito Schweitzer scrive nel suo Aus meiner Kindheit und Jugendzeit (Dalla mia infanzia e adolescenza):
«Da questa chiesa aperta ai due culti ho ricavato un alto insegnamento per la vita: la conciliazione [...] Le differenze tra le Chiese sono destinate a scomparire. Già da bambino mi sembrava bello che nel nostro paese cattolici e protestanti celebrassero le loro feste nello stesso tempio».
Era un bambino malaticcio, tardo nel leggere e nello scrivere, faceva fatica a imparare. Da fanciullo riusciva egregiamente solo nella musica: a sette anni compose un inno, a otto cominciò a suonare l'organo, a nove sostituì un organista nelle funzioni in chiesa (grazie a questo conobbe la moglie che era una pianista). Aveva pochi amici, ma dentro di sé coltivava già una spiccata e generosa emotività, estesa anche agli animali, dimostrata dalla preghiera che, sin da bambino, rivolgeva a Dio, invocandone la protezione verso tutte le creature viventi.

### La passione per la musica e gli studi filosofici
Terminate le scuole medie, il giovane Albert si iscrisse al liceo più vicino, a Mulhouse, dove si trasferì, ospitato da due zii anziani e senza figli. Fu proprio la zia che l'obbligò a studiare pianoforte. Al liceo Albert Schweitzer ebbe come insegnante di musica Eugen Munch, famoso organista a Mulhouse della chiesa di Santo Stefano, che gli fece conoscere la musica di Bach.
Fu presto chiaro sia a Munch, sia a Charles-Marie Widor, noto organista della chiesa di Saint Sulpice di Parigi, che Schweitzer conobbe nel 1893 durante un soggiorno nella capitale francese, che il giovane Albert aveva un vero e proprio talento per l'organo. Fu allievo di Marie Jaëll.
Dopo gli studi classici e le lezioni di pianoforte, nell'ottobre del 1893 si trasferì a Strasburgo per studiare teologia e filosofia. In questi anni si sviluppò la sua passione smodata per la musica classica e, in particolare, per Bach. Per quanto concerne lo studio della filosofia, fu assiduo frequentatore dei corsi di Windelband riguardo alla filosofia antica e di Theobald Ziegler (che sarà suo relatore di tesi) riguardo alla filosofia morale.
Nel 1899 conseguì la laurea con una tesi sul problema della religione affrontato da Kant e fu nominato vicario presso la chiesa di San Nicola di Strasburgo. Nel 1902 ottenne la cattedra di teologia e, l'anno successivo, divenne preside della facoltà e direttore del seminario teologico.
Pubblicò varie opere sulla musica (alcune su Bach), sulla teologia, approfondì i suoi studi sulla vita e sul pensiero di Gesù Cristo, ed eseguì vari concerti in Europa.

### La scelta della sua vita
Nel 1904, dopo aver letto un bollettino della Società missionaria di Parigi che lamentava la mancanza di personale specializzato per svolgere il lavoro di una missione in Gabon, zona settentrionale dell'allora Congo, Albert sentì che era giunto il momento di dare il proprio contributo e, un anno dopo, all'età di trent'anni, si iscrisse a Medicina, ottenendo nel 1913 (a trentotto anni) la sua seconda laurea, in medicina con specializzazione in malattie tropicali.
Egli, che sin da piccolo aveva mostrato una spiccata sensibilità nei confronti di ogni forma vivente, sentì come irresistibile il richiamo-vocazione a spendere la sua vita a servizio dell'umanità più debole. Non fu tuttavia facile, per l'organista e insegnante Schweitzer rinunciare a quella che era stata la sua vita fino a quel momento: la musica e gli studi filosofici e teologici. Schweitzer sapeva però di dover realizzare quanto si era prefissato da vari anni. Scrive nel suo Aus meinem Leben und Denken ("La mia vita e il mio pensiero"):
«Il progetto che stavo per mettere in atto lo portavo in me già da lungo tempo. La sua origine rimontava ai miei anni di studentato. Mi riusciva incomprensibile che io potessi vivere una vita fortunata, mentre vedevo intorno a me così tanti uomini afflitti da ansie e dolori [...] Mi aggrediva il pensiero che questa fortuna non fosse una cosa ovvia, ma che dovessi dare qualcosa in cambio [...] Quando mi annunciai come studente al professor Fehling, allora decano della Facoltà di Medicina, egli avrebbe preferito spedirmi dai suoi colleghi di psichiatria.»
Schweitzer aveva le idee chiare anche sulla sua destinazione una volta ottenuta la laurea in medicina: Lambaréné, una città del Gabon occidentale in quella che era allora una provincia dell'Africa Equatoriale Francese. In una lettera scritta al direttore della Società missionaria di Parigi, Alfred Boegner – di cui l'anno prima aveva letto un articolo sulla drammatica situazione delle popolazioni africane afflitte da lebbra e malattia del sonno, bisognose di un'assistenza medica – Schweitzer spiegò la sua scelta:
«Qui molti mi possono sostituire anche meglio, laggiù gli uomini mancano. Non posso più aprire i giornali missionari senza essere preso da rimorsi. Questa sera ho pensato ancora a lungo, mi sono esaminato sino al profondo del cuore e affermo che la mia decisione è irrevocabile»
I missionari furono inizialmente scettici sull'interesse dimostrato dal noto organista per l'Africa. La risposta di Schweitzer fu quella di impegnarsi a raccogliere fondi per conto proprio, mobilitando amici e conoscenti e tenendo concerti e conferenze per realizzare il sogno di costruire un ospedale in Africa.
Imbarcatosi a Bordeaux sul piroscafo Europa, approda, il 16 aprile 1913, a Port Gentil e, attraversando l'Ogooué, giunge sulla collina di Andende, sede della missione evangelica parigina di Lambaréné, dove accolto dagli indigeni appronta alla meglio il suo ambulatorio ricavato da un vecchio pollaio, con una rudimentale ma efficace camera operatoria, cui venne attribuito il suo stesso nome: Ospedale Schweitzer.
Ad accompagnarlo in questa sua avventura è una giovane donna di origine ebrea, Hélène Bresslau, ormai diventata la moglie e la compagna di vita di Schweitzer, che l'aveva conosciuta nel 1901 a una festa di nozze.
Albert e Hélène si erano sposati nel 1912, dopo che Hélène aveva ottenuto il diploma di infermiera, conseguito per realizzare il sogno comune con il marito.
Cominciano ben presto ad arrivare ogni giorno almeno una quarantina di pazienti. Albert e Helene si trovano di fronte malattie di ogni genere legate alla malnutrizione, così come alla mancanza di cure e medicinali: elefantiasi, malaria, dissenteria, tubercolosi, tumori, malattia del sonno, malattie mentali, lebbra.
Per i lebbrosi, molto più tardi, nel 1953, coi proventi del Nobel per la Pace, costruirà il Village Lumière.

### I primi anni in Africa e la deportazione
Quando nel 1913 il medico alsaziano si imbarcò finalmente per Lambaréné con la moglie, accompagnato da numerose critiche da parte dei suoi familiari, insieme con la settantina di casse e attrezzature varie destinate alla costruzione del nuovo ospedale, egli portò con sé un pianoforte speciale, dono della Società bachiana di Parigi, progettato per resistere all'umidità e alle termiti africane. Fu questo il suo compagno di ogni giorno, lo strumento sul quale continuò a studiare, alla luce di una lampada a petrolio, nelle pause del lavoro e nel silenzio delle notti africane, quando non era impegnato a scrivere i suoi testi di filosofia e le lettere agli amici. Le giornate di Schweitzer passavano poi a curare le malattie (lebbra, febbre gialla, ulcera tropicale, vaiolo...) che affliggevano la popolazione di Lambaréné.
I suoi inizi nel cuore dell'Africa furono assai difficili: oltre a dover lottare contro la natura che lo circondava, piogge torrenziali, animali feroci o infidi come serpenti e coccodrilli, dovette vincere la diffidenza degli indigeni prima, e poi la loro ignoranza. Non fu facile avvicinare gli ammalati che si fidavano solo dei loro stregoni (con cui in seguito sviluppò un rapporto di amicizia); le cure del medico bianco non erano da principio ben accolte. La prima operazione di Schweitzer, su un trentenne nero, colpito da un'ernia che gli stava andando in peritonite, si svolge infatti in un clima surreale. Una volta che il paziente è stato sedato, Schweitzer, nel silenzio della popolazione nera che seguiva l'operazione, si muove con gesti precisi, conscio che se provocherà la morte di quell'uomo anche la sua sorte sarebbe stata compromessa. L'operazione, la prima di una lunghissima serie, andrà a buon fine.
Poi, quando si riversarono a frotte nelle sue baracche per farsi curare, non seguivano le istruzioni del medico bianco, a volte le pomate che dovevano essere usate per la cura della pelle venivano mangiate, altre volte ingoiavano in una volta sola un intero flacone di medicinale. Non era facile trattare con gli indigeni, non era facile farsi capire, ma Schweitzer non si diede mai per vinto; le difficoltà, le avversità, la mancanza di alimenti o di medicinali non erano sufficienti per farlo arretrare.
Schweitzer costruì a poco a poco un villaggio indigeno, i malati vi giungevano da ogni parte, spesso con le loro famiglie e tutti venivano ugualmente accolti, le loro usanze rispettate e così le loro credenze. A questo proposito racconta Giorgio Torelli:
(Giorgio Torelli)
Piano piano il "grande medico bianco" conquista la fiducia della gente di Lambaréné, e non solo. Dal profondo della foresta, da villaggi lontani anche centinaia di chilometri, arrivano malati desiderosi di cure. Schweitzer (e la sua comunità di medici volontari che piano piano cresce intorno a lui) diventa un benefattore, una figura di riferimento, e le notizie di quello che sta facendo nel cuore dell'Africa più nera smuovono l'opinione pubblica mondiale.
Nel 1914 Hélène e Albert Schweitzer furono messi agli arresti domiciliari a causa della loro nazionalità tedesca.
Il 5 agosto di quell'anno, giorno in cui ebbe inizio la Prima Guerra Mondiale, i coniugi Schweitzer vennero dichiarati prigionieri di guerra dai francesi, come cittadini tedeschi che lavoravano in territorio francese.
Avevano il permesso di restare a casa, ma non potevano comunicare con la gente né accogliere i malati. Più tardi i francesi li espulsero dall'Africa spedendoli in un campo di lavoro nel sud della Francia.
Secondo quanto racconta Édouard Nies-Berger, in Albert Schweitzer m'a dit, «la coppia Schweitzer fu fermata dalle autorità militari francesi per ragioni di sicurezza. Erano entrambi cittadini tedeschi, e la signora S., molto vicina alla Germania, aveva criticato il governo francese in alcune lettere trovate poi dalla censura. A credere a certe voci, Schweitzer era considerato una spia tedesca, e il Kaiser avrebbe avuto intenzione di nominarlo governatore dell'Africa equatoriale nell'ipotesi di una vittoria tedesca. I servizi segreti avevano trovato nel suo baule un documento che certificava l'offerta, e questa storia lo avrebbe perseguitato per il tutto il resto della sua vita.»
In luglio furono rilasciati grazie all'intervento di amici parigini, in particolare di Charles Marie Widor. Durante uno scambio di prigionieri verso la fine della guerra, nel 1918 poterono ritornare in Alsazia.
Durante la prigionia avevano contratto entrambi la dissenteria e la tubercolosi e, sebbene Albert si fosse ripreso grazie alla sua forte fibra, non fu lo stesso per la moglie, le cui condizioni di salute peggioravano sempre di più. Per questo motivo nel 1923 egli prese una casa a Königsfeld im Schwarzwald nella quale la moglie andò a vivere trovando lì un clima più adatto al suo stato di salute.
L'idea di tornare in Africa per Albert si dissolveva sempre di più, insieme con i sogni avviati a Lambaréné, aggravata dalla guerra.
Un nuovo barlume di speranza si accese con la nascita della figlia Rhena, il 14 gennaio 1919, giorno del compleanno del medico.
Le sofferenze provate in prima persona lo aiutarono ulteriormente a comprendere meglio gli altri, mentre il recupero del lavoro come assistente medico presso l'ospedale di Strasburgo, la riconquista delle sue funzioni di pastore presso la chiesa di San Nicola, contribuirono molto al recupero delle sue energie psicofisiche. La ripresa dei concerti d'organo inoltre, con una tournée in Spagna, gli dimostrò che era ancora molto apprezzato come musicista.
Dal punto di vista scientifico gli venne conferita la laurea honoris causa dall'Università di Zurigo e nel 1920 Albert fu invitato dall'arcivescovo svedese dell'Università di Uppsala per una serie di conferenze che, insieme con i concerti d'organo che seguirono prima in Svezia e poi in Svizzera, gli permisero di raccogliere nuovi fondi da inviare a Lambaréné per le spese di mantenimento dell'ospedale negli anni di guerra.
Nel 1921 pubblicò un libro di ricordi africani, All'ombra della foresta vergine, il cui contenuto si può ancora considerare indicativo per le azioni che si intraprendono per i Paesi in via di sviluppo.

### Il ritorno in Africa
Il 14 febbraio 1924 Albert lasciò Strasburgo per raggiungere di nuovo l'agognata missione di Adendè il 19 aprile. Dell'ospedale non era rimasta che una baracca: tutte le altre costruzioni avevano ceduto col passare degli anni o erano completamente crollate. Organizzandosi per fare il medico di mattina e l'architetto nel pomeriggio, Albert dedicò i mesi successivi alla ricostruzione, tanto che nell'autunno del 1925 l'ospedale poté già accogliere 150 malati e i loro accompagnatori.
Alla fine dell'anno l'ospedale operava a pieno ritmo, ma un'epidemia di dissenteria obbligò il suo fondatore a trasferirlo in una zona più ampia, tanto da doverlo costruire per la terza volta.
Il 21 gennaio 1927 gli ammalati furono trasferiti nel nuovo complesso. Albert racconterà così la commozione della prima sera nel nuovo ospedale: «Per la prima volta da quando sono in Africa, gli ammalati sono alloggiati come si conviene per degli uomini. È per questo che levo il mio sguardo riconoscente a Dio, che mi ha permesso di provare questa gioia.»

### Carisma, versatilità e tempra morale
Complessivamente Albert fece diciannove viaggi a Lambaréné.  Ovunque andasse era oberato di impegni: in Africa oltre che medico, era il costruttore e l'amministratore dell'ospedale. In Europa insegnava, sosteneva concerti e conferenze, scriveva libri per raccogliere fondi per la sua opera. Spesso veniva insignito di lauree honoris causa e di molteplici riconoscimenti, tanto che la rivista Time lo considerò «il più grande uomo del mondo».
Non era stato né il primo né l'unico medico a inoltrarsi nella foresta vergine, ma il suo pensiero, il suo spirito, la sua personalità erano diventati un riferimento per molti che in tutto il mondo condividevano i suoi ideali, tanto che vari professionisti seguendo il suo esempio si misero a servizio di opere umanitarie o missionarie in Africa. La sua tempra fisica, il suo carattere fermo unito a grande sensibilità e intelligenza, il rispetto per ogni forma di vita, la perseveranza, la fede, la musica d'organo e ogni opera che compiva vivendola appassionatamente, erano i motivi del suo successo. Ciononostante il grande uomo, conosciuto e apprezzato in tutto il mondo, rimaneva notevolmente umile e timido. Confessò a un suo corrispondente svizzero: « [...] Soffro di essere famoso e cerco di evitare tutto ciò che attira su di me l'attenzione.»

### La battaglia contro le armi nucleari
I disagi e i pericoli mostrati dalla guerra gli fecero maturare l'obiettivo di richiamare l'attenzione sui rischi costituiti dagli esperimenti atomici e dalle radiazioni nucleari. Legato da profonda amicizia con Albert Einstein, Otto Hahn e con un'élite di ricercatori e grazie a una documentazione costantemente aggiornata, Schweitzer disponeva di un'approfondita conoscenza del fenomeno. Egli denunciò l'incombente minaccia rappresentata dagli esperimenti atomici attraverso «tre richiami» trasmessi da Radio Oslo e ripresi da altre stazioni di tutto il mondo il 28, 29 e 30 aprile 1958.
Il primo richiamo dimostra come l'umanità sia in estremo pericolo, non tanto per un'eventuale guerra atomica, ma già per i semplici esperimenti nucleari che contaminano l'atmosfera. Continuarli equivale a perpetuare un «crimine contro la nostra stessa specie, contro i nostri figli, che a causa della contaminazione da radioattività, rischiano di nascere sempre più tarati nel fisico e nell'intelletto.»
Il secondo richiamo si riferisce al rischio di una Terza guerra mondiale, che inevitabilmente sfocerebbe in una guerra atomica. «Si rende conto l'umanità di questo pericolo? Deve prendere coscienza e impedirlo in nome di sé stessa.» Discorso più che mai attuale e profetico, parla di missili, di corsa agli armamenti delle grandi potenze e dei rischi di guerra sfiorati in quegli anni e costantemente in agguato. Schweitzer afferma: «Attualmente siamo costretti a considerare la minaccia di una guerra atomica tra Stati Uniti e Unione Sovietica. Basterebbe una sola mossa per evitarla: le due potenze dovrebbero rinunciare contemporaneamente alle armi nucleari.»
Il terzo richiamo è la conclusione naturale dei primi due, in cui si evidenzia la necessità di sospendere gli esperimenti atomici e rinunciare alle armi atomiche, spontaneamente, in nome dell'umanità. Si tratta di scegliere tra la rinuncia alle armi nucleari, nell'auspicio che le grandi potenze riescano a convivere in pace, o la folle corsa al riarmo, che può condurre alla più raccapricciante delle guerre e alla distruzione dell'umanità.

### Premio Nobel
Nel 1952 fu insignito del Premio Nobel per la Pace con il cui ricavato fece costruire il villaggio dei lebbrosi inaugurato l'anno successivo con il nome di Village de la lumière (villaggio della luce).
Nei pochi momenti liberi che aveva, lavorando fino a tarda ora, si dedicava alla lettura e allo scrivere, ma anche questi avevano come scopo finale il mantenimento del suo ospedale a Lambaréné.

### La morte
Schweitzer non volle più ritornare a vivere nella sua terra natale, preferendo morire nella foresta vergine vicino alla gente a cui aveva dedicato tutto se stesso.
E il 4 settembre 1965 morì, ormai novantenne, poco dopo sua moglie, nel suo amato villaggio africano di Vasto, e lì fu sepolto. Migliaia di canoe attraversarono il fiume per portare l'ultimo saluto al loro benefattore, che sarà seppellito presso l'ansa del fiume. I giornali occidentali ne annunciarono la morte: «Schweitzer, uno dei più grandi figli della Terra, si è spento nella foresta.»
Il posto di Schweitzer sarà preso dal successore da lui designato, Walter Munz, un medico svizzero che a soli ventinove anni, nel 1962, aveva abbandonato una vita tranquilla e agiata in Europa per dare una mano a Lambaréné.
Dagli indigeni con cui visse fu denominato «Oganga» Schweitzer, lo «Stregone Bianco Schweitzer».

## Il pensiero filosofico
(Albert Schweitzer)

### Il rispetto per la vita
Tutta la vita e tutte le azioni di Albert Schweitzer sono fondate sulla sua filosofia e in particolare sul principio intorno al quale essa ruota: il rispetto per la vita.
Fu durante il primo soggiorno in Africa (1913-1917) che egli individuò ed elaborò questo principio in quanto, nonostante avesse coltivato sin da giovane l'interesse per la filosofia, fu solo durante la permanenza in Africa che Schweitzer si interessò del problema dello sviluppo della civiltà e della cultura, e del suo legame con il modo di pensare dei popoli e le loro religioni.
Il suo primo intento era quello di scrivere un libro che fosse solo una critica alla civiltà moderna e alla sua decadenza spirituale causata dalla perdita di fiducia nei confronti del pensiero. Egli riteneva a tal proposito che una civiltà di tipo occidentale nasceva e prosperava quando a suo fondamento si trovava l'affermazione etica del mondo e della vita, che,  per andare di pari passo, dovevano essere fondate sul pensiero. Schweitzer riteneva che la decadenza del mondo moderno fosse data dal fatto che al progresso materiale non corrispondesse il progresso morale. Quest'ultimo non si era realizzato perché fondato su credenze – quelle religiose del cristianesimo – e non su un pensiero profondo: il progresso morale non poneva le sue basi sulla meditazione rivolta all'essenza delle cose. Passando in rassegna tutte le etiche del passato, egli riscontrò che erano tutte in qualche modo limitate, o perché troppo lontane e astratte dalla realtà o perché relativistiche, mentre per lui un'etica, per essere tale, doveva essere assoluta: ciò che a tutte mancava era un fondamento vero e indiscutibile.
Trovò la soluzione del suo problema nel 1915 durante un viaggio intrapreso lungo il fiume Ogoouè, per andare a curare dei malati: «La sera del terzo giorno, al tramonto, proprio mentre passavamo in mezzo a un branco di ippopotami, mi balzò d'improvviso in mente, senza che me l'aspettassi, l'espressione “rispetto per la vita”. Avevo rintracciato l'idea in cui erano contenute insieme l'affermazione della vita e l'etica.» (A. Schweitzer)
Elaborò a partire da questo momento un'etica che non si limitava al rapporto dell'uomo con i suoi simili, ma che si rivolgeva a ogni forma di vita; un'etica completa perché totalmente integrata e armonizzata in un rapporto spirituale con l'Universo.
Queste idee non verranno pubblicate che nel 1923, inizialmente in due volumi successivamente riuniti sotto il titolo di Kultur und Ethik (Cultura ed etica).

### Il concetto di etica
L'etica non può essere considerata una scienza, in quanto non ha a fondamento fenomeni che seguono leggi, ma il comportamento umano, il quale è caratterizzato in primo luogo dall'imprevedibilità. Esso è infatti legato al pensiero e alla creatività d'ogni essere umano, nel quale non possiamo mai immedesimarci completamente. Afferma lo stesso Schweitzer in Cosa dovremmo fare?: «Tu credi di conoscere l'altro, ma non lo conosci, perché non sai dove vacilli, o se scelga per l'essere o per il non essere.»
Poiché le persone possiedono concezioni divergenti del bene e del male, l'etica non può essere costruita su delle regole fisse e incontrovertibili. Ogni individuo, pensando autonomamente, giunge a conclusioni strettamente soggettive sulla rettitudine dei comportamenti morali degli esseri umani. Dunque non potrà mai esistere una scienza dell'etica finché gli uomini penseranno in modo indipendente e non si lasceranno modellare come delle macchine. La sua riflessione sull'etica finisce col diventare una riflessione nell'etica, nel senso che ogni singola persona deve riflettere sulle proprie azioni e costruirsi attraverso il proprio pensiero dei principi da seguire e da mettere in pratica nella condotta di vita.

### Il pensiero elementare
Il pensiero è il punto di partenza per qualsiasi attività umana consapevole, sia che si tratti di etica, religione o semplicemente dell'azione svolta all'interno della vita quotidiana. Schweitzer considera in tal proposito di primaria importanza il «pensiero elementare»: «Elementare è il pensiero che muove dagli interrogativi fondamentali del rapporto dell'uomo con il mondo, del senso della vita e dell'essenza del bene. Esso è direttamente legato al pensiero che si agita in ogni essere umano. Gli si rivolge, lo amplia, lo approfondisce.» (A. Schweitzer, La mia vita e il mio pensiero)
Questo tipo di pensiero conduce l'individuo a riflettere sulla propria esistenza e a interrogarsi sul significato della vita. Schweitzer inoltre ritiene che sia caratteristica indispensabile del pensiero l'essere strettamente connesso alla realtà: l'uomo deve ricordarsi della sua esistenza terrena, materiale, del suo essere all'interno di un mondo concreto in cui si incontrano gioie e dolori; egli deve disporre le proprie capacità riflessive verso la comprensione del proprio sé, intesa come atto di autocoscienza: «Il pensiero è colui che concilia la volontà e la conoscenza che si trovano in me […]  rinunciare a pensare significa dichiarare bancarotta spirituale.» (A. Schweitzer, Cultura ed etica) Senza il pensiero l'uomo rinuncia a sviluppare la propria personalità e soprattutto i propri ideali; abbandona spontaneamente la possibilità di avere un'opinione personale e di decidere in prima persona della propria vita, contribuendo inoltre al decadimento della civiltà.
Schweitzer è convinto che si possa ovviare al relativismo e all'inconsistenza delle etiche passate, recuperando il pensiero elementare che si occupa del rapporto dell'uomo con l'universo, del significato della vita e del bene. Egli ritiene che la riflessione possa farci riscoprire quei principi normativi che l'individuo ha sempre avuto sotto gli occhi ma che non è mai riuscito a cogliere veramente, perché ha sempre cercato di fondare l'etica sulla sola ragione. L'uomo non è soltanto un essere razionale ma anche senziente, che si avvale sia della ragione quanto dei sentimenti. Dunque, l'uomo attraverso la ragione deve scoprire quei sentimenti innati che ha per tutti gli esseri viventi e constatare che la morale è fondata su una condivisione razionalmente consapevole della propria essenza.
I precetti che l'uomo deve riscoprire possono essere definiti «precetti della ragione guidati dal cuore» e pur identificandosi con quelli cristiani del Vangelo (quelli dell'amore fraterno attraverso il quale ogni uomo riconosce nell'altro se stesso in tutta la sua complessità), possono trovarsi anche a fondamento di etiche non cristiane. Tali principi possono essere validi per l'uomo in generale in quanto essere pensante che, a differenza degli animali, possiede il cuore e la mente non solo per sopravvivere ma per vivere coscientemente e soprattutto con-vivere con i suoi simili e il resto dell'universo. Lo statuto dell'etica deve quindi essere ricercato nella profondità dell'uomo, nel suo appartenere alla vita, nell'essere contemporaneamente creatura pensante e sensibile, che interagisce con gli altri esseri e con la realtà delle cose, delle istituzioni e dei pensieri. Tutto il suo agire e interagire non è altro che il vivere e da ciò consegue naturalmente che a fondamento della sua etica non può che esserci la vita.

### L'uomo di oggi, sovraccarico di lavoro
L'uomo di oggi è esposto a influssi che tendono a privarlo di qualsiasi fiducia nel proprio pensiero.
Da ogni parte e nei più svariati modi lo si confonde affermando che la verità e le convinzioni di cui ha bisogno per vivere deve attingerle dalle associazioni o dalle istituzioni che esercitano un diritto su di lui. Lo spirito dell'epoca rende l'uomo scettico sul suo stesso pensiero, per prepararlo ad accogliere invece ciò che gli viene imposto dall'autorità. A tutto questo costante influsso non può opporre la resistenza opportuna, in quanto egli è un essere sovraccarico di lavoro e distratto, privo di capacità di concentrazione.
L'uomo moderno ha perso inoltre, a causa degli ostacoli materiali che agiscono sulla sua mentalità, ogni fiducia spirituale in sé stesso. Mentre in passato uno scienziato era anche un pensatore e contava qualcosa nella vita spirituale della sua generazione, «la nostra epoca ha scoperto come separare il sapere dal pensiero, con il risultato che abbiamo davvero una scienza libera, ma non ci rimane più una scienza che rifletta». La rinuncia al pensiero diviene una dichiarazione di fallimento spirituale, che sbocca inevitabilmente nello scetticismo, promosso da coloro i quali si aspettano che l'uomo, dopo aver rinunciato a scoprire da sé la verità, accetti passivamente ciò che viene dall'alto e attraverso la propaganda.
L'incoerenza e la debolezza che Schweitzer riscontra nel cristianesimo moderno sono legate proprio a questa mancanza di interiorità. Egli ritiene che i cristiani, nella cultura occidentale, non si preoccupino a sufficienza della propria vita spirituale, scarseggiando di raccoglimento, non solo perché assorbiti dalla frenetica e logorante vita quotidiana, ma anche perché non ne riconoscono l'importanza. Essi scelgono di non meditare e mirano soltanto alla realizzazione del bene, pensando che il cristianesimo sia solo pura attività. Schweitzer nota a tal proposito come la differenza tra la moralità sociale europea e la moralità individuale degli indigeni africani sia sostanziale, e che quando alla moralità del cuore si aggiunge la conversione al cristianesimo del nero, questi gli conferisce una nobiltà superiore.
«Si deve vivere in mezzo a loro per capire quanto sia pieno di significato il fatto che un uomo, dal momento che è diventato cristiano, rifiuti le pratiche tradizionali o rinunci persino alla vendetta di sangue che per lui è considerata un obbligo. Trovo che l'uomo primitivo sia dotato di un'indole più mite di quella di noi europei: quando poi alle sue buone qualità si aggiunge il cristianesimo, ne possono risultare dei caratteri meravigliosamente nobili. Penso di non essere l'unico uomo bianco che si vergogna di sé quando si paragona agli indigeni.» (A. Schweitzer, Foresta Vergine)
Grande importanza come fonte di ispirazione per l'agire dell'uomo rivestono inoltre gli ideali: «Lungo la strada della vita mi ha accompagnato, come un fedele consigliere, la convinzione che nella maturità dobbiamo lottare per continuare a pensare liberamente e a sentire così profondamente come facemmo in gioventù.» Gli ideali sono i motori dell'agire, ispirano grandi passioni per le quali si può essere disposti a dare persino la vita: ma si riesce a preservarli integri nel tempo? Gli adulti spesso si preoccupano di preparare i giovani a quando considereranno come illusione quello che al momento rappresenta un'aspirazione del cuore. Ma una più profonda esperienza di vita può esortare i giovani inesperti a mantenersi fedeli per tutta la vita alle idee che li entusiasmano. È grazie all'idealismo della gioventù che l'uomo riesce a vedere la verità e in quell'idealismo possiede un tesoro che non deve mai scambiar con nessun'altra cosa al mondo. Il fatto che gli ideali generalmente falliscano, una volta trasferiti alla realtà, non significa che siano destinati sin dall'inizio ad arrendersi ai fatti, ma significa piuttosto che mancano di forza; e ciò avviene perché non sono abbastanza puri né saldamente radicati dentro di noi.
«Quando noi adulti tramandiamo alla generazione più giovane l'esperienza della vita, non dobbiamo esprimerci così: “La realtà prenderà presto il posto degli ideali”, ma invece “Tieni saldi i tuoi ideali, cosicché la vita non possa mai privartene”. Se tutti noi potessimo diventare ciò che eravamo a quattordici anni, come sarebbe differente il mondo.»
Bisogna avere il coraggio di superare le regole, le usanze consuetudinarie, quando questo è dettato insieme dal cuore e dalla riflessione. A volte quella che viene comunemente giudicata come «maturità» altro non è che una «ragionevole rassegnazione», in cui l'individuo ha abbandonato ideali, lotte per la giustizia e libertà a cui credeva da giovane. Non bisognerebbe mai abbattere l'entusiasmo giovanile, perché è proprio in quello che l'uomo scorge la verità.

### La concezione del mondo
«La relazione che abbiamo con il mondo esteriore è determinata dalla direzione della nostra voglia di vivere dal momento in cui prende coscienza di se stessa: ecco in cosa consiste la concezione del mondo.» La concezione del mondo è dunque il risultato della nostra concezione della vita e non il contrario: «Qual è il comportamento della mia voglia di vivere faccia a faccia con se stessa e faccia a faccia con il mondo nel momento in cui prende coscienza di se stessa? […] Spinta da un bisogno interiore e per restare sincera e coerente con se stessa, la nostra voglia di vivere cerca di stabilire relazioni ispirate dal principio del rispetto della vita.»
La nostra vita ha dunque un senso, che trova la sua fonte in essa stessa ogni volta che si fa sentire in noi la più grande idea che può generare la nostra voglia di vivere: il rispetto della vita. Esso si pone a fondamento dell'etica in quanto fa in modo che ciascuno di noi dia valore alla propria vita e a quella che lo circonda, sentendosi portato all'azione e alla creazione di nuovi valori. «Spinto da una necessità interiore e senza cercare di comprendere se il mondo abbia un senso, agisco dunque sul mondo e nel mondo creando nuovi valori e praticando l'etica.» (A. Schweitzer)
L'uomo occidentale non è mai pervenuto a tali conclusioni perché si perdeva sempre sulle strade sbagliate della credenza con mete ottimistiche ed etiche del mondo, anziché riflettere semplicemente, senza ripensamenti né idee preconcette, alla relazione che lega l'uomo al mondo, spinto da una voglia di vivere profondamente pensata: «Nel silenzio della foresta vergine africana, sono stato portato a dare quest'idea tutto il suo approfondimento e la sua espressione. Ecco perché mi presento oggi con fiducia come un rinnovatore del pensiero razionale spoglio di preamboli a priori.» Il rinnovamento della nostra concezione del mondo non può che provenire da una riflessione sincera che attesti come il razionale, andando fino in fondo alla proprie conclusioni, sfoci inevitabilmente nell'irrazionale, divenendo il paradosso della nostra vita spirituale.

### Il principio umanitario e la solidarietà verso ogni forma di vita
Secondo Schweitzer l'etica individuale e quella sociale si distinguono per il diverso valore che attribuiscono al principio umanitario. L'etica individuale tende a salvaguardare il principio che un uomo non venga mai sacrificato a un fine, qualunque esso sia. L'etica sociale non ne è capace.
La società, in base a un ragionamento e a scopi che stanno al di sopra della singola persona, non può attribuire importanza alla felicità e all'esistenza di un individuo.
Afferma Schweitzer in All'ombra della foresta vergine: «Coloro che hanno conosciuto l'angoscia e il dolore fisico sono uniti nel mondo intero da un legame misterioso. Chi è stato liberato dalla sofferenza e dalla malattia deve camminare davanti all'angoscia e alla sofferenza e contribuire come può alla salute altrui.»
Ma se l'etica che Schweitzer pone a fondamento di ogni azione umana promuove il rispetto verso qualsiasi forma di vita, come è possibile conciliare tutto ciò con la sopravvivenza, la quale spesso comporta la prevaricazione di taluni rispetto ad altri esseri viventi? L'etica del rispetto della vita non offre in realtà regole come palliativi o compromessi, ma mette l'uomo di fronte alle proprie responsabilità: è lui che deve decidere in ogni singolo caso in che misura voglia conformarsi all'etica e in che misura debba obbedire alla necessità, realtà che a volte diventa un caso di coscienza.
Ogni distruzione di vita deve passare prima attraverso il criterio della necessità. Questo è vero per gli animali e per la vegetazione, giacché anche in questo caso la distruzione sconsiderata di alberi e di piante può portare a drammatiche conseguenze. Quanto agli animali, che servono da cavia, il pretesto umanitario dell'esperimento non può giustificare tutti i sacrifici e le sofferenze che gli si impongono. Anche se la finalità dell'esperimento è valida, a volte si infliggono agli animali crudeli torture provocate da svegli per semplificare il lavoro. L'etica del rispetto della vita ordina di alleviare ogni sofferenza inutile: non è la sofferenza dell'animale che può dare servizio all'uomo, ma l'osservazione della sua guarigione: «Ti sentirai solidale con ogni forma di vita e la rispetterai in ogni condizione: ecco il più grande comandamento nella sua formula più semplice.»

### Il mistero dell'altro e il perdono
Per quanto concerne i rapporti interpersonali Schweitzer era persuaso dell'impossibilità di conoscere fino in fondo un altro essere umano pur vivendoci assieme ogni giorno, nella consapevolezza e nel rispetto della sua vita interiore: «Camminiamo come nella semioscurità e nessuno riesce a distinguere bene i tratti dei compagni, ma qualche volta un avvenimento in comune, una parola scambiata, ce li illumina come un lampo e li vediamo come sono veramente. Poi, per un lungo periodo, riprendiamo la strada insieme, al buio, e tentiamo inutilmente di immaginarci i loro tratti.»
Bisogna arrendersi di fronte alla pretesa di sapere ogni cosa dell'altro, che rimarrà sempre per noi un mistero: conoscersi non significa sapere tutto dell'altro ma deporre in lui la nostra fiducia e il nostro amore. Non esiste difatti solo un pudore fisico, c'è anche un pudore spirituale del quale occorre tener conto.  Nessuno può arrogarsi il diritto di conoscere fino in fondo i pensieri di un altro essere umano. In questo campo ha valore solo il donare, che è vita. Bisogna imparare a non accusare di mancanza di fiducia coloro che amiamo se non ci consentono di scrutare gli angoli più nascosti dei loro pensieri. Ma è importante anche donarsi all'altro, in un arricchimento reciproco: nessun uomo deve rimanere mai completamente estraneo all'altro in quanto «il posto dell'uomo è presso l'uomo.»
È indispensabile superare le barriere rappresentate dalle regole e dalle convenzioni, quando ciò è dettato al contempo dai sentimenti e dalla riflessione.
È sempre sulla base dei rapporti interpersonali che Schweitzer elabora un'originale riflessione anche sul perdono. L'etica corrente lo elogia come atto di totale abnegazione, mosso da sentimenti di pietà. In realtà, se concepito in questo modo, il perdono finisce con l'umiliare chi lo riceve. Difatti, secondo l'etica del rispetto della vita, esso si configura come semplice atto di sincerità nei confronti di noi stessi, che non siamo meno colpevoli degli altri, e più abbiamo commesso errori nella nostra vita più dobbiamo essere in grado di perdonarli quando diventiamo noi l'oggetto o la vittima degli errori altrui. In quest'ottica il perdono deve essere esercitato senza limiti, e va interpretato come un mezzo per sdebitarsi rispetto agli errori o delle negligenze commesse in passato.

### Riflessioni sulle popolazioni indigene
«I popoli primitivi o semiprimitivi perdono l'indipendenza nel momento in cui arriva la prima imbarcazione di un bianco con cipria o rhum, sale o stoffe. In quel momento comincia a rovesciarsi la situazione sociale, politica ed economica. I capi si mettono a vendere i loro sudditi come se fossero degli oggetti. Da quel momento l'opera politica di uno stato coloniale dev'essere diretta a correggere i mali causati dal progresso economico senza limiti.» (A. Schweitzer, Razze)
Da questa riflessione abbastanza esaustiva che Schweitzer fa nei suoi scritti si deduce quella che è la sua posizione in merito al colonialismo. Egli ritiene che i popoli primitivi perdano la propria indipendenza non in seguito alla dichiarazione di un protettorato o qualche altra forma di governo, ma l'hanno già persa in seguito alla nuova struttura economica generata dalla loro partecipazione al commercio mondiale. I paesi colonizzanti dovrebbero rendersi conto che non è legittimo arrogarsi dei diritti su altri paesi, trattandone la gente e i territori come se fossero materiale greggio per le proprie industrie. Piuttosto dovrebbero sentirsi responsabili di promuovere lo sviluppo di questi paesi, dando loro la possibilità di sviluppare da soli una propria organizzazione politica.
La cosa migliore per questi popoli primitivi sarebbe che, dopo essere stati esclusi dal mercato mondiale nei limiti del possibile, posti sotto un'intelligente amministrazione, si elevassero gradatamente dallo stadio di nomadi a seminomadi a quello di agricoltori e artigiani con fissa dimora.
Schweitzer ritiene infatti che una componente fondamentale dell'educazione di questi popoli sia indurre tra di essi la pratica dell'artigianato: l'indigeno rischia di saltare lo stadio che esiste tra la vita primitiva e quella professionale, tende, cioè, a eliminare gli stadi intermedi dell'agricoltura e dell'artigianato. Senza tali basi non è possibile creare un'appropriata organizzazione sociale, in quanto l'indigeno non sa fare ciò che è indispensabile alla sua stessa vita, come costruirsi un'abitazione, coltivare i campi, ecc. Di conseguenza non sarà mai possibile creare un sistema economico solido e indipendente, il quale poggia su queste basi.
Nella sua opera di medico e di missionario, Schweitzer cercò di infondere e insegnare l'importanza e la dignità del lavoro, inteso anche come sforzo fisico e materiale. Non è tuttavia facile intraprendere tale opera di educazione in quanto, da un lato tali popoli non si lascerebbero sfuggire facilmente l'opportunità di guadagnare denaro vendendo prodotti al mercato mondiale, e quest'ultimo, dal canto suo, non si asterrebbe dall'acquisire da loro materie prime fornendo in cambio manufatti. Diviene dunque un'impresa molto ardua trasformare un'opera di colonizzazione in una vera opera di civilizzazione.

### Un appello all'Occidente
«Vedere un simile paradiso e allo stesso tempo una miseria così spietata e senza speranza era opprimente... ma costituiva un simbolo della condizione africana.»
Schweitzer rifletteva spesso sulle difficoltà, il dolore, la miseria, che affliggevano la popolazione africana, e in particolare rivelava una sostanziale incredulità nel cogliere il forte contrasto esistente tra la natura straordinaria nella sua bellezza e particolarità, e la sofferenza che la circondava. Schweitzer ha più volte definito i popoli occidentali sostanzialmente viziati, in quanto non riconoscono i vantaggi di cui godono, e rimanendo perennemente concentrati sulla propria condizione mostrano una sostanziale indifferenza nei confronti delle sofferenza altrui. Per ogni minimo malanno di fronte a loro si aprono le porte degli ospedali ed essi possono avere accesso a ogni tipo di cura e attenzione, e in tutto ciò del tutto non curanti di quei milioni di persone soggette a orrendi mali (alcuni dei quali importati proprio dall'occidente), causa e allo stesso tempo effetto di una grave e recondita miseria:
«Ognuno dei miei lettori pensi a quale sarebbe stata la storia della sua famiglia negli ultimi dieci anni se avesse dovuto passarli senza assistenza medica e chirurgica di alcun genere. È tempo che ci risvegliamo dal torpore e affrontiamo le nostre responsabilità.» Nonostante le sofferenze e la disperazione con cui S. doveva fare i conti ogni giorno, egli amava svolgere la propria professione proprio in quei territori e in mezzo a quella gente, in quanto nella gioia e nella profonda gratitudine delle persone che egli aiutava a guarire scorgeva il senso e l'importanza del proprio lavoro:
«Vale la pena di lavorare qui solo per vedere come gioiscono coloro che sono cosparsi di piaghe quando vengono avvolti da bende pulite e non devono più trascinare i loro poveri piedi insanguinati nel fango. Quanto sarei contento se tutti i miei finanziatori potessero vedere i giorni della medicazione delle piaghe, i pazienti appena bendati camminare o venire trasportati giù dalla collina! Quanto mi piacerebbe che avessero visto i gesti eloquenti con cui una vecchia donna ammalata di cuore descriveva come, grazie alle cure, potesse ancora respirare e dormire.»
Schweitzer si rendeva conto di come anche solo un medico, provvisto di quei pochi mezzi messi a sua disposizione, potesse essere incredibilmente necessario in quei luoghi e quanto bene egli potesse fare alla gente del posto, un bene evidente e tangibile nei volti e nelle manifestazioni affettive degli stessi malati. Schweitzer riteneva che fosse un dovere da parte dell'Occidente occuparsi delle popolazioni indigene. Riconosceva le responsabilità dell'occidente nella miseria e nelle ingiustizie a cui tali popolazioni erano soggette e per tanto considerava ogni cosa fatta per il loro bene non un atto di lodevole beneficenza, bensì un dovere, una riparazione a un torto commesso. Mostrava spesso il proprio disappunto quando gli venivano offerti aiuti in cambio di vantaggi economici e restava sempre più basito nell'osservare l'egoismo e l'utilitarismo della società occidentale:
«È inconcepibile che noi popoli civili usiamo solo a nostro vantaggio i numerosi metodi di lotta contro le malattie, il dolore e la morte che la scienza ci ha procurato. Se in noi esiste un pensiero etico, come possiamo rifiutarci di permettere che queste nuove scoperte vadano a beneficio di coloro i quali sono esposti a mali fisici peggiori dei nostri?»
Schweitzer ha definito membri della «fratellanza di coloro che portano l'impronta del dolore» tutti coloro che hanno sperimentato che cosa siano il dolore fisico e lo strazio del corpo, uniti da un forte legame segreto. Chi è stato sottratto al dolore non può pensare di essere libero di nuovo, di poter vivere come prima completamente noncurante del passato. Ora egli è «un uomo a cui sono stati aperti gli occhi» sul dolore e deve aiutare fin dove può a recare agli altri la stessa liberazione di cui lui ha potuto godere.

## Opere
Albert Schweitzer fu, oltre che medico e filosofo, un abilissimo musicista.
L'amore per l'organo, che suonò in maniera magistrale per tutta la vita, lo portò, naturalmente, ad amare Bach. Questa passione lo portò nel 1905 alla pubblicazione del suo primo libro, J. S. Bach, il musicista poeta, in cui, dopo aver descritto la storia della musica del compositore e dei suoi predecessori, analizzò le sue opere più importanti.
La sua opera teologica più importante fu, certamente, la Storia della ricerca sulla vita di Gesù (1906) in cui interpretò il Nuovo Testamento alla luce del pensiero escatologico di Cristo. Non meno importante fu, però, l'altra opera teologica, pubblicata postuma nel 1967 con il titolo Il regno di Dio e la cristianità delle origini.
Ad Albert Schweitzer si devono, inoltre, i due volumi della Filosofia della civiltà (1923) e l'autobiografia La mia vita e il mio pensiero (1931).

## Riconoscimenti
A lui è stata intitolata una scuola romana, la scuola primaria a Cuceglio (Torino) e la scuola secondaria a San Giovanni al Natisone.
Anche nella città di Termoli provincia di Campobasso è intitolata una scuola.
La figura di Albert Schweitzer è stata ripresa dal regista francese André Haguet nel suo film del 1952 Il est minuit, docteur Schweitzer e dal cantante francese Jacques Dutronc che lo cita nella sua canzone Mini mini mini.

### Opere e scritti di Albert Schweitzer
- Die Religionsphilosophie Kants. Von Der Kritik Der Reinen Vernunft (1899)|2010| Kessinger Publishing| ISBN 1166856445
- Straßburger Predigten, manoscritti del 1900-1919. Tr. it. La melodia del rispetto per la vita. Prediche di Strasburgo, a cura di Enrico Colombo, Edizioni San Paolo, 2002.
- Das Messianitäts- und Leidensgeheimnis. Eine Skizze des Lebens Jesu. (1901); tr. it. La vita di Gesù. Il segreto della messianità e della Passione, Milano, Christian Marinotti Editore, 2000
- Von Reimarus zu Wrede (1906) seconda edizione riveduta col titolo Geschichte der Leben-Jesu-Forschung (1913); tr. it. Storia della ricerca sulla vita di Gesù, Brescia, Paideia, 1986.
- Die psychiatrische Beurteilung Jesu. Darstellung und Kritik, J.C.B. Mohr (Paul Siebeck), Tübingen 1913.
- Aus meinem Leben und Denken, Lipsia 1931; tr. it. La mia vita e il mio pensiero, Comunità, Milano, 1965.
- J. S. Bach: le musicien-poète, con la collaborazione di Hubert Gillot, prefazione di Charles Marie Widor, Lipsia, Breitkopf & Hartel, 1905 (trad. italiana J. S. Bach il musicista poeta, a cura di Pietro Arnaldo Roversi, Suvini Zerboni, Milano 1952)
- Albert Schweitzer: An Anthology, a cura di C. R. Joy, Harper & Brothers, The Beacon Press, Boston 1947; tr. it. Rispetto per la vita, Comunità, Milano 1957.
- Friede oder Atomkrieg, Beck Verlag, München 1958; tr. it. I popoli devono sapere, Einaudi, Torino 1958.
- Rispetto per la vita. Gli scritti più importanti nell'arco di un cinquantennio raccolti da Hans Walter Bahr, traduzione di Giuliana Gandolfo, Claudiana, Torino 1994.

### Opere su Schweitzer
- Joseph Gollomb, Albert Schweitzer, il genio della giungla, Milano, Martello, 1954.
- Luigi Grisoni, Albert Schweitzer e il Rispetto per la Vita, Gorle, Velar, 1995.
- Walter Munz, Albert Schweitzer dans la mèmoire des Africains, Études Schweitzeriennes, Vol. 5, Strasburgo, Oberlin, 1994.
- Victor Nessmann, Avec Albert Schweitzer de 1924 à 1926 - Lettres de Lambrenè, Études Schweitzeriennes, Vol. 6, Strasburgo, Oberlin, 1994.
- Édouard Nies-Berger, Albert Schweitzer m'a dit, Mémoire d'Alsace, Éditions La Nuée Bleue, Strasburgo, 1995.
- Gilbert Cesbron, È mezzanotte dottor Schweitzer, Rizzoli, Milano, 1993.

### Opere in italiano su Schweitzer
- Antonio Spinosa, Albert Schweitzer e dintorni, Opere Nuove, Roma, 1960.
- Valentina Boccalatte, Albert Schweitzer, un Nobel per la Pace, Firenze Atheneum, Firenze, 2004.
- Floriana Mastandrea, L'altra Africa di Albert Schweitzer, RAI ERI-Armando Editore, Roma, 2004.
- Silvio Cappelli, Agonia e ripristino della civiltà. Albert Schweitzer interprete di Paolo, pp. 77–100, in Paolo di Tarso. Testimone del Vangelo “fuori le mura”, a cura di Claudio Monge (Nerbini Editore),2009, ISBN 9788864340067,
- Alberto Guglielmi Manzoni, Pace e pericolo atomico. Le lettere tra Albert Schweitzer e Albert Einstein, Claudiana, Torino, 2011.
- Matthieu Arnold, Albert Schweitzer. 15 meditazioni, Gribaudi 2014.